# Severn Progress
Le Severn Progress est un ancien remorqueur britannique de 1931.

Il a été acquis par le National Waterways Museum au Pays de Galles en 1991.

Ce bâtiment est inscrit au registre du National Historic Ships  depuis 1999 et il est aussi l'un des nombreux bateaux de la National Historic Fleet.

## Histoire
Progress a été construit en 1931 par le chantier Charles Hill de Bristol pour la flotte de remorquage Severn & Canal Carrying Company basée à Gloucester. Servern a été rajouté au nom  de chaque remorqueur de la flotte Severn en 1933. 

Il  était équipé d'un moteur semi-disesel Kromhout de 100 cv qui a été remplacé plus tard par un diesel Lister et a reçu une timonerie fermée.  
Il était conçu pour remorquer six bateaux étroits ou deux barges sur la Severn entre Gloucester et Worcester. Après la nationalisation des canaux en 1948, le remorqueur a intégré la flotte des voies navigables britanniques (British Waterways) et a continué son service jusqu'à ce que le trafic commercial disparaisse à la fin des années 1960. Il a été transféré au canal Kennet et Avon pour des travaux d'entretien entre l'écluse de Hanham et Bath.  
En 1991, il a été acquis par le National Waterways Museum (en) de Ellesmere Port comme navire musée flottant.